# Талог
Тало́г (рос. Талог, башк. Талог) — присілок (у минулому селище) у складі Аскінського району Башкортостану, Росія. Входить до складу Аскінської сільської ради.
Населення — 26 осіб (2010; 64 у 2002).
Національний склад:
- башкири — 42 %
- марійці — 27 %